# Vladimir Borisov
Vladimir Nikolaevici Borisov (în rusă Владимир Николаевич Борисов; n. 1901, Elkhovka⁠(d), Buzuluk Uyezd⁠(d), gubernia Samara⁠(d), Imperiul Rus – d. 1984, Moscova, RSFS Rusă, URSS) a fost un politician sovietic, care a îndeplinit funcția de prim-secretar al Comitetului Regional Moldova al Partidului Comunist din Ucraina (1938-1939).

## Biografie
Vladimir Borisov s-a născut în anul 1901 în familia unui preot. A luptat în Armata Rusă în perioada 1917-1918. Arestat în anul 1919, este eliberat în anul următor. În anul 1922, a devenit membru al Partidului Comunist din Rusia (bolșevic). A lucrat în armată, ocupându-se cu instruirea politică a soldaților. La data de 2 ianuarie 1936, comisarul poporului pentru apărare l-a avansat la gradul de comisar militar de brigadă.
Până în mai 1938 a fost secretar 2 al Comitetului Regional Moldova al Partidului Comunist din Ucraina. În perioada 23 mai 1938 - februarie 1939 a îndeplinit funcția de prim-secretar al Comitetului Regional Moldova al Partidului Comunist din Ucraina, înlocuindu-l în acest post pe Vladimir Todres. De asemenea, în intervalul 18 iunie 1938 - 25 ianuarie 1949 a fost membru al Comitetului Central al Partidului Comunist din Ucraina.
După începerea celui de-al doilea război mondial, a îndeplinit funcții de comisar politic și membru în Consiliile Militare ale următoarelor structuri militare: Regiunea Militară Kiev (iunie - iulie 1940) și Frontul de Sud (6 iulie - 5 octombrie 1940). În perioada 5 octombrie 1940 - iulie 1941 a fost locțiitor al șefului Direcției de Propagandă Politică din cadrul RKKA (Armata Roșie a Muncitorilor și Țăranilor). A avut gradul politic de comisar militar de armată și cel militar de colonel.
Vladimir Borisov a fost arestat la data de 11 iulie 1941, fiind condamnat la 5 ani de închisoare la 17 septembrie 1941. Este eliberat la data de 18 februarie 1944, apoi trecut în rezervă în anul 1948. Este arestat din nou, fiind condamnat la 7 septembrie 1949 la 5 ani de închisoare. Este eliberat pentru a doua oară în anul 1954, fiind reabilitat la 16 iulie 1954.
Din acel an, nu se mai cunosc date despre Vladimir Borisov.